# Бачумовское (сельское поселение)
Бачумовское — упразднённое муниципальное образование со статусом сельского поселения в составе Ярского района Удмуртии.
Административный центр — деревня Бачумово.
Законом Удмуртской Республики от 11.05.2021 № 42-РЗ к 25 мая 2021 года упразднено в связи с преобразованием муниципального района в муниципальный округ.

## Состав
В состав сельского поселения входили 13 населённых пунктов:
- деревня Бачумово
- деревня Володино
- населённый пункт Дома 1109 км
- населённый пункт Дома 1113 км
- населённый пункт Дома 1116 км
- населённый пункт Дома 1120 км
- деревня Лумпа
- деревня Нижняя Сада
- село Сада
- деревня Тарасово
- деревня Шобоково
- деревня Юберки
- деревня Юдчино

## Население
| 2010 | 2012 | 2013 | 2014 | 2015 | 2016 | 2017 |
| ---- | ---- | ---- | ---- | ---- | ---- | ---- |
| 737  | ↘726 | ↘710 | ↘679 | ↘663 | ↘661 | ↘629 |
| 2018 | 2019 | 2020 |      |      |      |      |
| ↘620 | ↘587 | ↘575 |      |      |      |      |